# Páll á Reynatúgvu
Páll á Reynatúgvu (Tórshavn, 26 luglio 1967) è un politico ed ex calciatore faroese, di ruolo centrocampista.
Ha ricoperto la carica di Presidente del Parlamento faroese dal 2011 al 2019.